# Zduńska Wola
Zduńska Wola (udtale: [ˈzduɲska ˈvɔla]) er en by og kommune (Gmina) i det centrale Polen. Den ligger i voivodskabet Łódźsk (Województwo łódzkie) og har 39.846 indbyggere (2021), og et areal på 34,64 km². Den er administrationsby i powiat (amt) Zduńska Wola. Byen var engang et af de største stof-, linned- og bomuldsvævecentre i Polen og er fødestedet for Sankt Maximilian Kolbe såvel som Maksymilian Faktorowicz, grundlæggeren af Max Factor kosmetikfirmaet.

## Geografi
Byen ligger ved Pichna-floden, en biflod til floden Warta. Byen Łódź ligger omkring 50 kilometer mod nordøst.
Jernbanestationen Zduńska Wola ligger på Łódź-Forst-linjen, mens stationerne Zduńska Wola Karsznice og Zduńska Wola Południowa ligger på Chorzów-Tczew-linjen.

## Historie
Byen blev første gang nævnt og dokumenteret i 1394. Zduńska Wola var dengang en del af en vigtig handelsrute, der krydsede gennem Polen og forbandt Østeuropa og Vesteuropa. Administrativt lå den i Sieradz Voivodeship i Provinsen Storpolen i kongeriget Polen. I løbet af sin historie var byen ejet af adelige eller industrimænd og blev til sidst omdannet til en shtetl. I begyndelsen af det 18. århundrede blev Zduńska Wola købt af den aristokratiske Złotnicki-familie.